# Van Meter State Park Combination Building
Le Van Meter State Park Combination Building – ou Van Meter State Park Large Picnic Shelter – est un abri de pique-nique dans le comté de Saline, au Missouri, dans le centre des États-Unis. Protégé au sein du parc d'État Van Meter, ce bâtiment est inscrit au Registre national des lieux historiques depuis le 27 février 1985.